# Eugène Dejean de la Bâtie
Eugène Dejean de la Bâtie là một gương mặt chính yếu của giới báo chí Đông Dương trong giai đoạn giữa hai thế chiến. Với tài năng hiếm có về luận chiến, vào đầu những năm 1920, cùng một thời với Nguyễn Phan Long, ông là một trong những người tiêu biểu nhất của báo chí bản xứ có khuynh hướng tiến bộ ở Đông Dương. Những năm sau đó, với ý muốn tự phân biệt với những người ca tụng một cuộc tranh đấu trực diện chống chế độ thực dân, người ta thấy, ông chuyển dần sang một thái độ chừng mực cẩn trọng hơn.

## Tiểu sử
Maurice Henri Eugène Dejean de la Bâtie sinh năm 1898 tại Hà Nội. Là con của một nhà ngoại giao người Pháp, ông Marie-Joseph Maurice Dejean de la Bâtie, và một người Việt Nam, bà Đặng Thị Khai, ông được nhìn nhận mang quốc tịch của cha năm 1920.
Ông học Trung học ở trường Puginier Hà Nội; sau đó tiếp tục học Đại học tại Hà Nội, Trường Công Chánh, và tốt nghiệp cuối khóa. Trong vài tháng đầu, ông làm công việc địa-hình-học. Sau khi đã xong quân dịch, ông chuyển nhanh sang hướng khác để trở thành nhà báo (publiciste, người viết về xã-hội, kinh-tế, chánh-trị,  từ ngữ được thừa nhận thời bấy giờ).

### Khởi đầu sự nghiệp nhà báo
Eugène Dejean de la Bâtie bắt đầu sự nghiệp viết báo vào đầu những năm 1920, tại Sài Gòn, Nam- Kỳ. Năm 1923, ông là chủ bút của tờ La Voix annamite (Tiếng nói An-nam); với chức danh nầy ông gia nhập Nghiệp-đoàn Báo-chí Nam-kỳ do Henry Chavigny de Lachevrotière lãnh đạo. Năm 1924, người ta thấy tên ông trên tờ L’Echo annamite (Tiếng vọng An-nam) do Nguyễn Phan Long làm chủ nhiệm. Tháng 4 năm 1925, ông ký tên một bài báo tựa đề: “Tại sao chúng ta không mong ước cho dân tộc An-Nam được tự do tức khắc, thoát khỏi sự bảo hộ của người Pháp”. Trong bài nầy Dejean giữ một thái độ hơi lưng chừng: ông từ chối lập luận của những người biện minh cho sự hiện diện của người Pháp, rằng vì Việt Nam không có khả năng giữ vững độc lập trước sự lăm le của các quốc gia láng giềng (Trung Hoa và Nhật Bản); nhưng ông lại đồng thời cho rằng dân tộc An-Nam cần nước Pháp để tiến hành hiện đại hóa đất nước.

### Cộng tác với Paul Monin vàAndré Malraux
Tháng 6 năm 1925, ông trở thành cộng tác viên của tờ nhật báo L’Indochine (Đông-Dương), sáng lập bởi Paul Monin và André Malraux. Trên tờ L’Indochine số 6 (ra ngày 23 tháng 6 năm 1925), ông giải thích nguyên nhân khiến ông rời khỏi tờ L'écho annamite. Bà Clara Malraux kể lại trong hồi ký rằng ông tiên đoán người ta sẽ trách ông, vì người Âu-Châu mà rời bỏ người An-Nam, nên ông sớm nói rõ quan điểm của mình: "Đối với đa số người An-Nam, chỉ riêng tên tuổi của ông Monin đã là một sự bảo đảm cho những khuynh hướng thân-An-Nam của tờ báo L'Indochine... Tôi chẳng thuộc về giống thịt lẫn giống cá, nên có ưu thế là thuộc về cả hai ! Nhưng thiên hướng tự nhiên của tôi khiến mình nghiêng nhiều hơn về phía những người yếu..." Eugène Dejean de la Bâtie tích cực tham gia vào cuộc tranh đấu dẫn đạo bởi Monin và Malraux nhằm đòi quyền dân chủ cho người dân bản địa: quyền tự do đi lại, tự do hội họp, tự do ngôn luận với sự cho phép một ngành báo-chí tự do bằng tiếng Việt.
Tình thân hữu của Dejean và Malraux được nhiều người biết đến qua giai thoại sau đây, xãy ra trong một lần tranh chấp của ê kíp L'Indochine với Lê Quang Trình, chủ nhiệm của Le Progrès annamite (Tiến-bộ An-Nam), nhật báo được chính quyền thực dân ủng hộ. "Tờ Progrès annamite thuật lại theo cách của họ về cuộc viếng thăm bất ngờ dành cho ông Lê Quang Trình của ông Malraux có ông Dejean de la Bâtie đi cùng, xảy ra sau bài báo với những lời thóa mạ bóng gió đối với những người lãnh đạo của tờ L'Indochine...: " Một cách thật dễ thương, Lê Quang Trình đưa tay ra cho ông Malraux. Ông nầy vừa tự giới thiệu vừa từ chối bắt tay. Xanh mặt, mím môi,... ông Malraux hăm dọa sẽ trả thù nặng nề nếu tôi lại bắt đầu nói trên báo của tôi về chút đồ ăn thừa thấp kém."  Lê Quang Trình, theo lời ông này, đã trả lời một cách điềm tĩnh nhưng mạnh dạn, và tác dụng của lời đáp từ của mình mạnh vô cùng: "Con người giận sôi sục đã biến mất cùng với người hầu trung thành của ông ta [Dejean]". Và Nguyễn Phan Long, tác giả bài báo, viết tiếp một cách khôi hài: "Chúng tôi không biết là ông Lê Quang Trình có tài hùng biện tinh tế đến như vậy và tác dụng của nó mạnh kinh khủng đến như vậy".
Tuy nhiên, nhận thấy những bất đồng xuất hiện giữa Monin và Malraux, Dejean de la Bâtie rời khỏi L'Indochine. Cùng với bạn là Nguyễn An Ninh, họ cho tái xuất La Cloche fêlée (Chuông rè), tờ báo đã đình bản hồi tháng 6 năm 1924. Hai người mời Phan Văn Trường làm giám đốc tờ báo La Cloche fêlée. Phan Văn Trường là một luật sư, đã nhập quốc tịch Pháp, đã từng là bạn của người mà sau nầy sẽ trở thành Hồ Chí Minh, tại Paris vào đầu những năm 1920. Trong giai đoạn nầy, Dejean de la Bâtie tán thành và ủng hộ khát vọng dân tộc của những người đồng bào Việt Nam của ông.

### Đứng ngoài phong trào cách mạng Việt Nam
Trong nhiều tháng, Dejean cung cấp bài viết cho báo La cloche fêlée, đồng thời cũng viết cho L’écho annamite. Sau khi Nguyễn An Ninh bị bắt vào tháng tư 1926 (bị kết tội về hành vi chống Pháp), và tờ La Cloche fêlée đóng cửa, Phan Văn Trường cùng với Eugène Dejean de la Bâtie lập một tờ báo mới, L'Annam, với giọng văn còn tấn công hơn so với La Cloche fêlée nhắm vào chính quyền thực dân. Nhưng Dejean bất hòa với Phan Văn Trường về vụ một cộng tác viên của họ, Nguyễn Pho, mà Trường nghĩ là một người chỉ-điểm An-ninh. Dejean tin rằng Nguyễn Pho không phải là một kẻ phản bội; nhưng ông không chia sẻ được niềm tin của mình với Trường. Khi thành chủ nhiệm tờ L'écho annamite, Dejean de la Bâtie khai triển nhiều luận thuyết đưa ông đến việc kết án rõ rệt các lập trường của cộng sản. Vài tháng trước khi tờ báo đình bản, vào năm 1931, ông bị tai nạn xe cộ. Sau đó, có một tin đồn ở Sài Gòn cho rằng ông đã là nạn nhân của một vụ khủng bố cộng sản ám sát hụt. Eugène trả lời tin đồn này, với tánh khôi hài thường xuyên của ông: «Vậy ra là tôi đã bị một lưỡi rìu chém. Mà sao không phải là một cái búa hoặc một cái liềm?»
Trong những năm 1930, Dejean de la Bâtie gia nhập nhóm những người theo chủ nghĩa Xã-hội Đông-dương và tham gia viết trên nhật báo của họ, tờ Le Populaire. Vài năm sau, người ta thấy ông viết trên L’Alerte (Sự Báo-động), tờ báo điều hành bởi Fauquenot, một kẻ bị khám phá là làm gián điệp cho người Nhật. Dejean de la Bâtie không hề liên lụy đến vụ việc nầy, nhưng L'Alerte cũng không thể sống còn trong trận bão táp đó.
Năm 1938, Dejean de la Bâtie cho hồi sinh L'écho annamite, tờ báo đã đình bản hồi tháng 4 năm 1931. Đầu những năm 1940, ông đành phải chấp nhận làm nội dung của tờ báo L’écho annamite của ông phải đáp ứng những đòi hỏi của ban kiểm duyệt báo chí dưới chế độ thân Pétain của Đô-đốc Jean Decoux; điều nầy sẽ làm ông bị chê trách, sau khi chiến tranh kết thúc.
Eugène Dejean de la Bâtie qua đời vì bệnh, tại Sài Gòn, ngày 31 tháng 12 năm 1946, lúc 48 tuổi.